# Anoxia asiatica
Anoxia asiatica är en skalbaggsart som beskrevs av Desbrochers 1871. Anoxia asiatica ingår i släktet Anoxia och familjen Melolonthidae. Utöver nominatformen finns också underarten A. a. montandoni.